# Comuna Țipala, Ialoveni
Comuna Țipala este o comună din raionul Ialoveni, Republica Moldova. Este formată din satele Țipala (sat-reședință), Bălțați și Budăi.

## Demografie
Conform datelor recensământului din 2014, comuna are o populație de 4.280 de locuitori. La recensământul din 2004 erau 4.295 de locuitori.

## Administrație și politică
Componența Consiliului local Țipala (13 consilieri), ales la 5 noiembrie 2023, este următoarea:
|  | Partid                                        | Consilieri | Componență | Componență | Componență | Componență | Componență | Componență | Componență | Componență | Componență | Componență |
|  | --------------------------------------------- | ---------- | ---------- | ---------- | ---------- | ---------- | ---------- | ---------- | ---------- | ---------- | ---------- | ---------- |
|  | Partidul Acțiune și Solidaritate              | 10         |            |            |            |            |            |            |            |            |            |            |
|  | Platforma Demnitate și Adevăr                 | 2          |            |            |            |            |            |            |            |            |            |            |
|  | Partidul Dezvoltării și Consolidării Moldovei | 1          |            |            |            |            |            |            |            |            |            |            |